# Hydrophorus nigrihalteratus
Hydrophorus nigrihalteratus är en tvåvingeart som beskrevs av Octave Parent 1930. Hydrophorus nigrihalteratus ingår i släktet Hydrophorus och familjen styltflugor. Inga underarter finns listade i Catalogue of Life.